# Zakomarea, Busk
Zakomarea (în ucraineană Закомар'я) este un sat în comuna Ojîdiv din raionul Busk, regiunea Liov, Ucraina.

## Demografie
Componența lingvistică a localității Zakomarea
     Ucraineană (99,64%)
     Alte limbi (0,36%)
Conform recensământului din 2001, majoritatea populației localității Zakomarea era vorbitoare de ucraineană (99,64%), existând în minoritate și vorbitori de alte limbi.